# Parafia Trójcy Przenajświętszej i św. Jana Chrzciciela w Torczynie
Parafia Trójcy Przenajświętszej i św. Jana Chrzciciela w Torczynie – parafia rzymskokatolicka w Torczynie, należy do dekanatu Łuck w diecezji łuckiej.
Pierwszy, drewniany, kościół parafialny pw. Trójcy Świętej i Św. Jana Chrzciciela został ufundowany w 1540 r. przez bpa łuckiego Jerzego Chwalczewskiego. Torczyn był letnią rezydencją biskupów łuckich. Parafię erygowano w 1548 r. Nowy kościół rozpoczął wznosić w 1710 r. łucki bp Aleksander Benedykt Wyhowski, a kontynuowali biskupi Franciszek Kobielski i Antoni Wołłowicz. Mimo tych wysiłków kościół popadł w ruinę. Bp Feliks Paweł Turski w 1778 r. wzniósł nowy, drewniany kościół. Został on w 1944 r. spalony przez nacjonalistów ukraińskich.
Nowy kościół parafialny pw. Trójcy Świętej i św. Jana Chrzciciela został wzniesiony w latach 1995–1998 staraniem ks. Marka Gmitrzuka. Konsekracji nowej świątyni dokonał 14 września 1998 r. ordynariusz łucki bp Marcjan Trofimiak. W dniu 13 marca 2007 r. w Torczynie na terenie przykościelnym (dawny cmentarz katolicki) został pochowany ks. kan. Augustyn Mednis.

## Duszpasterze

### Proboszczowie
- ks. Marek Gmitrzuk
- ks. Bazyli Żyński
- ks. Grzegorz Miłowski - do 2007
- ks. Tomasz Czopor - od 2007 do 2013
- ks. Aleksander Hamalijczuk - od 2013